# Алън Бълок
Алън Луис Чарлз Бълок (на английски: Alan Louis Charles Bullock) е английски историк.

## Биография
Роден е на 13 декември 1914 година в Троубридж в семейството на градинар. През 1938 година завършва история в Оксфордския университет, след което работи като асистент на Уинстън Чърчил и като сътрудник в Би Би Си. След Втората световна война става преподавател по история в Оксфордския университет. Работи главно в областта на най-новата история, като през 1952 година публикува Hitler: A Study in Tyranny, първата подробна биография на Адолф Хитлер. През 1972 година получава благородническа титла, а през 1976 година става пожизнен пер.
Алън Бълок умира на 2 февруари 2004 година в Оксфорд.